# Hilara rostrata
Hilara rostrata är en tvåvingeart som beskrevs av Chvala 2008. Hilara rostrata ingår i släktet Hilara och familjen dansflugor.
Artens utbredningsområde är Tunisien. Inga underarter finns listade i Catalogue of Life.